# 亞歷山德里亞足球俱樂部
亞歷山德里亞足球俱樂部（烏克蘭語：Футбольний клуб «Олександрія»），是烏克蘭基洛夫格勒州亞歷山德里亞的一家職業足球俱樂部。俱樂部設立于1991年。球隊目前參加烏克蘭足球超級聯賽的賽事。

## 外部連結
- 官方网站 （乌克兰語）